# PIN AG

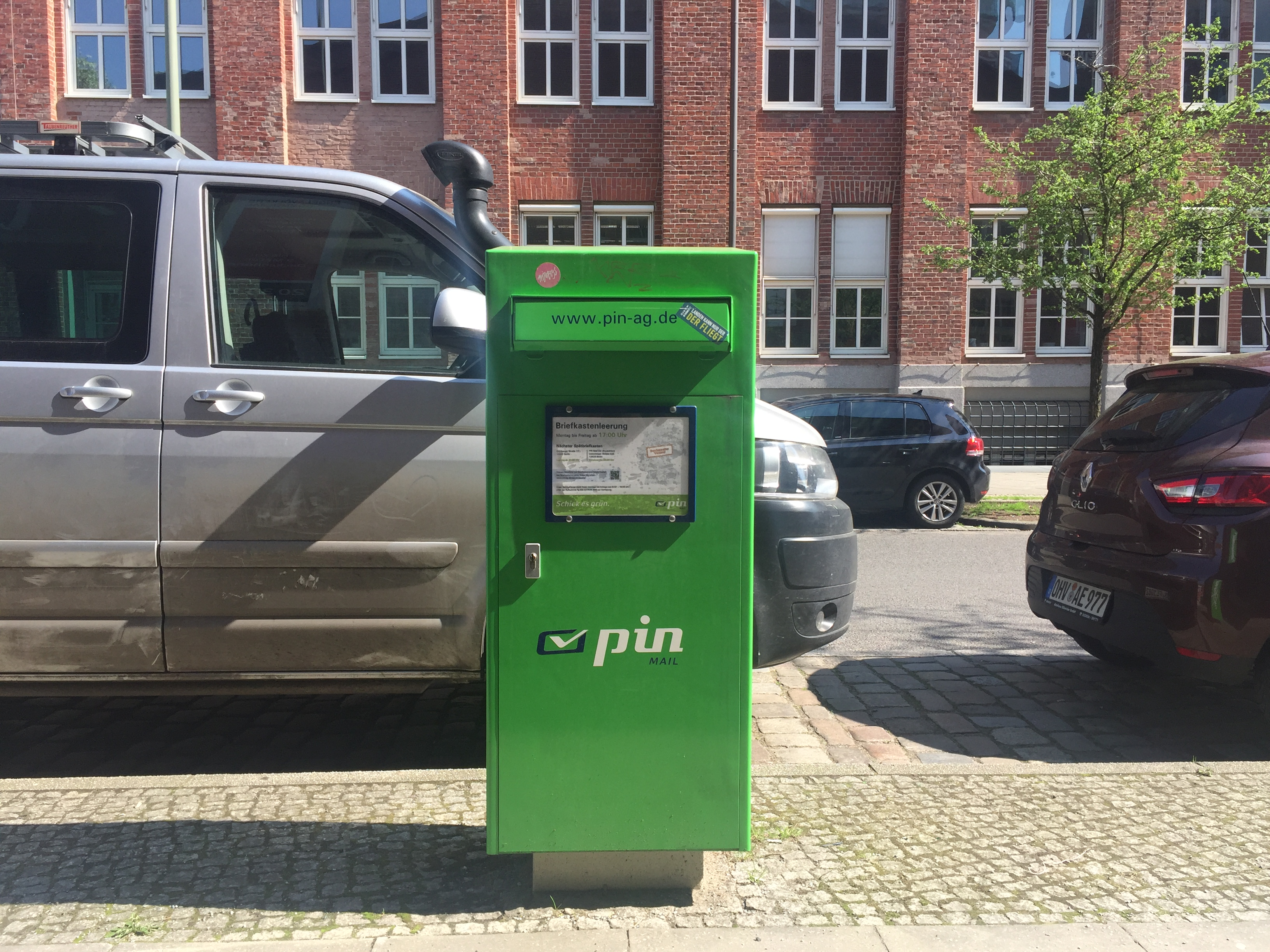
Briefkasten der PIN AG in Berlin-Friedrichshain

Die Pin AG stellt in Berlin Briefe, Waren- und Büchersendungen und zu. Außerhalb des Zustellgebietes Berlin arbeitet die PIN AG mit verschiedenen Partnerunternehmen und Netzwerken privater Briefdienstleister zusammen. Im eigenen Sortierzentrum werden täglich bis zu 750.000 Sendungen verarbeitet. Das Unternehmen startete mit fünf Beschäftigten und gehört heute mit etwa 1.300 Mitarbeitern zu den größten privaten Briefdienstleistern in Europa. 
Als eines der ersten Unternehmen erhielt die PIN AG alle erforderlichen Lizenzen der Bundes-netzagentur zur Beförderung und Zustellung von Briefpost. In Berlin sind die Zusteller der PIN AG aus dem Straßenbild nicht mehr wegzudenken. Das Unternehmen verfügt in der Hauptstadt über 19 logistische Depots und etwa 550 Briefkastenstandorte, davon 250 in PIN-Partnershops (z. B. in Berliner EDEKA-Märkten). 

## Geschichte
Die PIN intelligente Dienstleistungen AG wurde im April 1999 in Berlin gegründet. Der erste Brief wurde am 17. August 1999 zugestellt. Seit 2000 werden eigene Briefmarken ausgegeben. Der Expansion in den 2000er Jahren folgten Schwierigkeiten und die Zerschlagung der PIN Group 2008.

## Heutige Aktivitäten
Mit 18 Depots deckt PIN ganz Berlin ab. In Berlin ist auch die Zustellung zu Postfächern möglich.
Die Briefmarken der PIN AG können direkt bei der PIN AG im Online-Kundenportal (B2B) oder aber bei teilnehmenden EDEKA-Filialen und PartnerShops bestellt werden.
An der PIN Mail waren in der Vergangenheit Verlagsgruppe Georg von Holtzbrinck und Postcon (früher TNT Post) beteiligt. Postcon beantragte Anfang Dezember 2016 die Übernahme der Mehrheit an der PIN Mail AG beim Bundeskartellamt.

## Weitere Unternehmen dieses Namens
Die Berliner PIN AG ist mit den Tochtergesellschaften PIN Logistik GmbH, PIN Bringer GmbH, PIN Direkt GmbH und Packator GmbH (alle Sitz in Berlin) verbunden. Informationen zu anderen aktuellen oder historischen Postunternehmen mit dem Namensteil PIN findet man bei PIN Group.